# 1-2-Switch
1-2-Switch è un videogioco party del 2017, sviluppato da Nintendo EPD e pubblicato da Nintendo per Switch; è uno dei titoli di lancio della console.

## Modalità di gioco
1-2-Switch si gioca in due giocatori che non hanno bisogno di guardare lo schermo, i due giocatori dovranno guardarsi negli occhi e fare affidamento all'udito e alla vibrazione dei joy-con. Ci sono 28 minigiochi a cui poter giocare ognuno con un obiettivo diverso. Dopo aver selezionato un minigioco viene mostrato un piccolo video di spiegazione, al primo avvio non tutti i minigiochi saranno disponibili, si sbloccheranno dopo aver giocato.

## Minigiochi
Il gioco offre 28 diversi minigiochi tra cui:
Chiamata urgente
I Joy-Con verranno appoggiati su una superficie, quando si sentirà il suono del telefono che squilla, il primo giocatore che riuscirà a prendere il proprio Joy-Con e rispondere avrà vinto.
Conta biglie
Utilizzando il rumble HD verranno simulate delle biglie all'interno dei Joy-Con, i giocatori dovranno indovinare il numero delle biglie al suo interno.
Zen
Ai giocatori verrà chiesto di eseguire varie posizioni di Yoga, il primo giocatore che perderà l'equilibrio e farà muovere troppo il proprio Joy-Con avrà perso.
Tesori incatenati
Ruotando il proprio Joy-Con si farà ruotare un baule all'interno del gioco tutto avvolto da una catena, il giocatore che avrà rimosso tutta la catena per primo avrà vinto.
Muuungi che ti passa
I giocatori dovranno simulare la mungitura di una mucca utilizzando i Joy-Con, allo scadere del tempo avrà vinto il giocatore che è riuscito a riempire di latte il maggior numero di bicchieri.
Scassinatori
Con il rumble HD dei Joy-Con sarà simulata la serratura di una cassaforte, ruotando il Joy-Con si sentirà una vibrazione leggermente più forte al raggiungimento di determinati punti, il primo giocatore che avrà trovato tutti i punti per scassinare avrà vinto.
Duello nel West
I giocatori dovranno puntare i Joy-Con verso il basso immaginando siano delle pistole, dopo un momento di silenzio una voce nel gioco griderà "Fuoco!", il giocatore più veloce a mirare e sparare avrà vinto.
Samurai
I giocatori si alternano i ruoli, uno in attacco e uno in difesa, il giocatore in attacco avrà una spada e dovrà provare a colpire il giocatore in difesa, se il giocatore in difesa riesce a bloccare la spada con le mani proprio nel momento in cui verrà usata avrà vinto.
Scopri i dadi
Il gioco è basato sul bluff, i due giocatori avranno dei dadi sotto ad una ciotola, la vibrazione dei Joy-Con dirà ai giocatori la somma dei dadi dell'avversario, ogni giocatore può mescolare di nuovo i dadi per un numero limitato di volte, vince il giocatore che ha la somma più alta, la somma verrà mostrata solo se entrambi i giocatori hanno deciso di scoprire i propri dadi, prima di farlo, dovranno dialogare e cercare di ingannare l'avversario in modo da fargli mantenere la somma più bassa possibile. Se il risultato è formato da due dadi uguali verrà raddoppiato, ad esempio se il giocatore sente 6 vibrazioni, il totale potrà essere 6 o 12 se formato da due dadi da 3, l'unica eccezione è il due, se la somma è due il risultato sarà 99.
Bandierine
Ogni giocatore avrà una bandierina, una voce nel gioco dirà in che direzione va mossa (destra, sinistra, su e giù), ci saranno due voci a parlare nel gioco, una maschile e una femminile, le indicazioni date dalla voce femminile vanno seguite alla lettera, quelle dalla voce maschile andranno fatte al contrario (se dice destra si deve fare sinistra), vince il giocatore che commette meno errori.
Bollicine!
Il Joy-Con simulerà una bottiglia di spumante, i giocatori potranno scuoterla quanto vogliono e passarla quando vogliono, il giocatore che lo farà stappare avrà perso.
Pelo e contropelo
Il Joy-Con
sarà un rasoio elettrico e dovrà essere appoggiato sul proprio mento, i giocatori dovranno passarlo sul viso con l'obiettivo di rasare la barba, il giocatore che avrà rasato più barba o la avrà rasata tutta per primo avrà vinto. Se questo minigioco viene giocato per tre volte di seguito verrà sbloccata la possibilità di rasare i capelli.
Gioco di polso
Un Joy-Con viene appoggiato su una superficie piana, i giocatori a turni dovranno utilizzare il polso per ruotarlo senza farlo tremare, il giocatore che lo avrà fatto ruotare per più gradi avrà vinto.
Tennis da tavolo
I due giocatori dovranno simulare una partita a Ping-pong utilizzando solo i suoni che provengono dal gioco come riferimento, i giocatori avranno la possibilità di fare pallonetti o schiacciate.
Sogni d'oro
I Joy-Con dovranno essere agganciati alla Switch, la console simulerà un neonato e il giocatore dovrà cullarlo per farlo addormentare, il bimbo potrà anche svegliarsi per far ripetere la procedura al giocatore.
Tranello nel West
È molto simile al minigioco "Duello nel West", la differenza è che la voce non dirà "Fuoco!" dopo un periodo di silenzio, ma dopo una serie di parole che iniziano con la lettera "F" facendo confondere i giocatori su quando sarà il vero momento per sparare.
Baseball
Un giocatore ha il compito di tirare la palla, l'altro di batterla, il tiratore può decidere se tirare una palla veloce o una lenta, il tiratore dovrà affidarsi al suono della palla per capire quando colpire, se la palla non viene colpita si effettuerà uno strike, dopo 3 strike si cambieranno i turni, vince chi colpisce più volte la palla.
Gnam gnam!
Il Joy-Con simulerà un panino, il giocatore dovrà avvicinare la bocca e far finta di masticare velocemente, alla fine, il gioco dirà quanti panini sei riuscito a mangiare.
Rubabandiera
Al via i giocatori dovranno agitare le braccia il più velocemente possibile simulando una corsa, il primo che avrà raggiunto la bandiera avrà vinto.
Sfida di magia
I Joy-Con diventeranno delle bacchette magiche, i giocatori dovranno fare un duello incrociando i loro flussi di magia, vince il giocatore che produce un flusso più potente sfruttando il movimento della bacchetta.
In guardia!
I giocatori simuleranno di avere delle spade, c'è la possibilità di fare parate e affondi, colpire l'avversario rimuoverà una vita, vince il primo che riuscirà togliere tutte e 5 le vite all'avversario.
Boxe
I giocatori dovranno eseguire le azioni che il gioco indica, le azioni possibili sono, gancio, montante e diretto, alla fine del gioco si potrà eseguire una raffica di pugni, vince il giocatore più veloce ad eseguire le azioni.
Piatti rotanti
I giocatori dovranno ruotare i Joy-Con simulando di far ruotare dei piatti su un bastone, i giocatori possono infastidirsi a vicenda cercando di far cadere il piatto all'avversario, vince chi tiene il piatto per più tempo.
Scuola di ballo
I giocatori alternano i ruoli, uno che copia e l'altro che agisce, il giocatore che agisce dovrà eseguire delle pose a piacimento, il giocatore che copia deve copiare le pose che ha fatto l'altro giocatore, vince il giocatore che alla fine ha copiato le pose con più precisione.
Sfilata di moda
I giocatori dovranno appoggiare i Joy-Con lungo i fianchi, dopodiché dovranno imitare le movenze di una modella durante una sfilata di moda, vince chi totalizza più punti.
Duello rock
I giocatori dovranno far finta di suonare una chitarra a ritmo di musica, ogni tanto il pubblico si mette ad urlare e in quel momento si dovranno alzare le braccia a ritmo con le urla, vince chi ha seguito meglio il ritmo.
Festa in disco!
Entrambi i giocatori dovranno ballare a ritmo di musica, vince chi ha seguito meglio il ritmo ed ha totalizzato più punti.
Gorilla
I giocatori dovranno battere i pugni sul petto simulando i gesti di un gorilla, seguendo il ritmo della musica, vince chi segue meglio il ritmo e conquista più punti.

## Accoglienza
| Testata                          | Giudizio |
| -------------------------------- | -------- |
| Metacritic (media al 02-11-2020) | 58/100   |
| IGN Italia                       | 4.5/10   |
| Everyeye.it                      | 5/10     |
| Multiplayer.it                   | 6.5/10   |
| Eurogamer                        | 6/10     |
| Gamesource                       | 50/100   |
| Console Tribe                    | 76/100   |
| Game Informer                    | 4/10     |

### Recensioni
Il gioco non è stato accolto molto bene dalla critica, alcuni hanno detto che il prezzo del gioco è troppo alto e altri lo hanno definito una "tech demo" e quindi ritengono che il gioco dovesse essere incluso con l'acquisto del Nintendo Switch, come avveniva con Wii Sports e Wii.
Il presidente della PETA, Ingrid Newkirk, ha criticato il minigioco "Muuungi che ti passa" per la mancanza di realismo.
Secondo Ben Skipper dell'International Business Times il minigioco "Muuungi che ti passa" contiene allusioni sessuali.

### Vendite
Il gioco ha venduto oltre due milioni di copie.

### Riconoscimenti
| Anno | Premio                                                | Categoria                        | Risultato   | Fonti         |
| ---- | ----------------------------------------------------- | -------------------------------- | ----------- | ------------- |
| 2018 | National Academy of Video Game Trade Reviewers Awards | Control Design, 2D or Limited 3D | Candidato/a | [ 16 ] [ 17 ] |
| 2018 | National Academy of Video Game Trade Reviewers Awards | Game, Music or Performance Based | Candidato/a | [ 16 ] [ 17 ] |

## Seguito
Il 2 giugno 2023 Nintendo ha annunciato a sorpresa il seguito del gioco, intitolato Everybody 1-2-Switch!, con una data di uscita prevista per il 30 giugno dello stesso anno. Il trailer del gioco è stato diffuso il 20 giugno sul canale YouTube statunitense e sudcoreano di Nintendo.